# Irina Viktorovna Čaščina
Irina Viktorovna Čaščina (in russo Ирина Викторовна Чащина?; Omsk, 24 aprile 1982) è un'ex ginnasta russa.

## Carriera
Ha cominciato a praticare ginnastica ritmica all'età di 6 anni. La ragazza fu portata alla scuola sportiva da suo nonno, uno sportivo appassionato e dilettante. Proprio il giorno prima, Irina aveva guardato i Campionati del Mondo di Ginnastica ritmica in tv e ne era rimasta entusiasta; i parenti appoggiarono la sua idea, specialmente a causa del suo peso eccessivo che chiaramente necessitava lo svolgimento di un'attività fisica. La madre della ragazza, un'insegnante di musica in una scuola locale, era desiderosa che sua figlia seguisse le sue orme; la famiglia aveva insistito anche per farle prendere lezioni di nuoto. Così i giorni di Irina passavano in questa maniera frenetica: lezioni di nuoto, musica e ginnastica. 
All'età di 12 anni Irina però dovette fare la sua scelta, e lei optò per la ginnastica.
Dall'età di 12 anni era già nella squadra nazionale russa e andò fino a Mosca per prendere parte alle ore di allenamento. Conquistò la medaglia di bronzo ai Campionati russi così come la vittoria di squadra nei campionati europei. Ad agosto 1999 Irina Čaščina cominciò ad allenarsi nella scuola preparatoria delle olimpiadi, sotto la guida di Irina Viner, e vinse per la prima volta i Campionati del Mondo a Osaka, in Giappone. Quando Yulia Barsukova lasciò la scena, Irina reclamò il suo posto come numero due nella classificazione internazionale e cominciò a competere individualmente.
Nel 2004 alle Olimpiadi di Atene vinse la medaglia d'argento, capolista nelle prime due rotazioni, scese dalla testa della classifica in seguito al suo esercizio alle clavette, non riuscì a recuperare con il nastro (attrezzo finale) col quale commise un grave errore poco dopo l'inizio della sua performance.
Nel 2006 Irina si ritirò dalla ginnastica ritmica. Dopo il ritiro è entrata in politica.

## Palmarès
- Giochi olimpici

Atene 2004: argento nel concorso individuale.
- Campionati mondiali di ginnastica ritmica

Osaka 1999: oro nella gara a squadre.
Budapest 2003: oro nella gara a squadre, argento nelle clavette, bronzo nell'all-around e nel cerchio.
Baku 2005: oro nella gara a squadre, bronzo nell'all-around, nella fune e nelle clavette.
- Campionati europei di ginnastica ritmica

Porto 1998: bronzo nella gara a squadre.
Saragozza 2000: oro nella gara a squadre.
Ginevra 2001: oro nella fune, argento nel cerchio, nella palla e nelle clavette.
Kiev 2004: oro nella gara a squadre, bronzo nell'all-around.
Mosca 2005: oro nella fune, nelle clavette e nella gara a squadre.
- Giochi mondiali

Akita 2001: oro nella fune, nel cerchio, nella palla e nelle clavette.
- Universiadi

Taegu 2003: oro nell'all-around, nel cerchio, nella palla e nelle clavette, argento nel nastro.
Smirne 2005: argento nell'all-around, nel nastro e nelle clavette.